# Eligio Perucca
Eligio Perucca (Potenza, 28 marzo 1890 – Roma, 5 gennaio 1965) è stato un fisico italiano.

## Biografia
Nato a Potenza il 28 marzo 1890 da genitori piemontesi, si laureò in Fisica all'Università di Pisa nel 1910 con Angelo Battelli e, dopo il perfezionamento in fisica alla Scuola Normale Superiore nel 1913, oltre ad insegnare nelle scuole pubbliche, fu assistente di Andrea Naccari all'Istituto di Fisica dell'Università di Torino. Dal 1921 al 1926, fu professore straordinario alla cattedra di fisica sperimentale del Politecnico di Torino, lasciata da Quirino Majorana (trasferitosi a Bologna), quindi, dal 1926, professore ordinario alla medesima cattedra. Terminò l'insegnamento nel 1960, rimanendo al Politecnico con vari incarichi fuori ruolo fino alla morte, avvenuta a Roma il 5 gennaio del 1965.
Socio nazionale dell'Accademia Nazionale dei Lincei dal 1946 (di cui fu anche vicepresidente), nello stesso anno fu eletto preside della Facoltà di Ingegneria del Politecnico di Torino. In seguito alla prematura morte di Pietro Enrico Brunelli, il 12 maggio 1947 fu eletto direttore (carica corrispondente a quella di rettore) dello stesso ateneo, incarico che ricoprì fino al 31 ottobre 1955. Negli anni della sua direzione, il Politecnico di Torino godé del suo notevole impegno per farlo risorgere dalle distruzioni della seconda guerra mondiale. Grazie all'aiuto dell'Unione Industriali, ottenne dal Comune di Torino un terreno in corso Duca degli Abruzzi per ospitare la nuova sede del Politecnico. Personalmente, si occupò del trasferimento del suo laboratorio di fisica dal Castello del Valentino alla nuova sede, per poi lasciarne la direzione, dopo il pensionamento, al suo successore, Giuseppe Lovera.
Perucca fu, tra l'altro, membro del CNR, rappresentante per l'Italia nella IUPAP nel comitato del CNR, presidente dell'Accademia delle Scienze di Torino, tra i fondatori dell'INFN, vicepresidente della sezione italiana dell'UNESCO nonché socio di svariate altre associazioni ed istituzioni culturali e scientifiche italiane e straniere. Ottenne la Medaglia d'oro ai benemeriti della scuola, della cultura e dell'arte nel 1956, scrisse, tra l'altro, uno dei migliori trattati moderni di fisica italiani, edito a più riprese dalla UTET.

## Contributi
Perucca, che diede notevoli contributi all'elettromagnetismo e l'ottica (con studi e ricerche, in particolare, sull'effetto Volta e sull'effetto fotoelettrico dalla prospettiva della moderna fisica dello stato solido) nonché alla metrologia (con l'invenzione di svariati nuovi strumenti di misura ad elevata precisione), iniziò la ricerca attiva in fisica dedicandosi alla polarizzazione della luce, in particolare quella ellittica e, a tale scopo, progettò un analizzatore di luce polarizzata, chiamato comunemente bilamina di Bravais-Perucca che, ad oggi, è uno dei migliori strumenti al mondo in precisione, nonché di più facile costruzione rispetto ai precedenti modelli. Nel 1930 costruì poi un tipo di elettrometro, chiamato comunemente "elettrometro di Perucca", di altissima sensibilità.

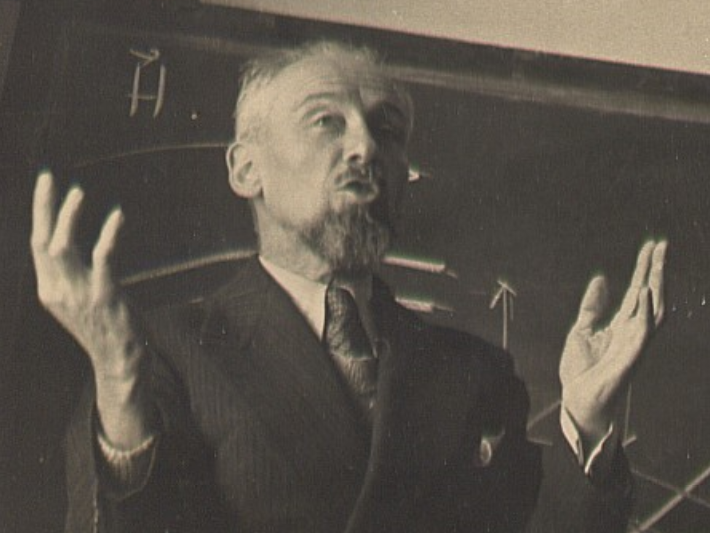
Eligio Perucca

Particolarmente rilevante per la stereochimica fu un articolo pubblicato nel 1919 sulla rivista Il Nuovo Cimento, dove Perucca descrisse per la prima volta la comparsa di attività ottica in cristalli di clorato di sodio NaClO3 (un cristallo chirale trasparente) fatti crescere in una soluzione otticamente inattiva di un colorante organico, il sale monosodico triarilmetano blu (detto anche extrablu di Cina).
L'attività ottica consiste essenzialmente nella capacità di alcuni composti chimici, dovuta all'asimmetria della loro struttura cristallina, di provocare una rotazione del piano della luce polarizzata. Fra le sostanze dotate di questa proprietà ci sono quelle definite chirali, cioè con struttura cristallina non sovrapponibile alla sua immagine speculare (dalla parola greca chiro- che definisce la mano: difatti, anche le due mani, pur avendo la stessa forma, sono l'una l'immagine speculare dell'altra ma non sono sovrapponibili esattamente). Questo assorbimento da parte di un cristallo chirale ricoperto di un colorante organico otticamente inattivo (fenomeno poi detto attività ottica indotta), fu successivamente osservato sperimentalmente negli anni '30, ma senza che ne venisse riconosciuto alcun merito a Perucca, dal fisico tedesco Paul Pfeiffer e, da allora in poi, denominato effetto Pfeiffer.
L'articolo di Perucca del 1919 rappresenterebbe anche il primo resoconto della separazione di una miscela inattiva (il racemo triarilmetano blu) di enantiomeri (cioè, due molecole che condividono la stessa formula molecolare ma presentano una struttura cristallina tridimensionale speculare) ottenuta grazie ad assorbimento da parte di un cristallo chirale (l'NaClO3) immerso in tale miscela. In questo contesto, Perucca osservò inoltre una differenza di assorbimento fra le strutture speculari di sostanze chirali enantiomere (come l'NaClO3), fenomeno, questo, poi denominato assorbimento enantioselettivo. Anche in questo secondo frangente, analoghe ricerche sul nuovo fenomeno dell'assorbimento selettivo degli enantiomeri furono riprese solo negli anni '70 dal chimico statunitense William A. Bonner su cristalli di quarzo, a cui, anche stavolta, venne attribuita la prima osservazione.
Solo recentemente Bart Kahr (dell'Università di Seattle) e collaboratori hanno riscoperto tali fenomeni di attività ottica, riconducendoli storicamente all'ambito delle ricerche condotte per la prima volta da Perucca nel 1919.

## Aneddoti
Sempre nell'ambito delle ricerche e della sperimentazione in ottica, si ricorda di Eligio Perucca un curioso aneddoto. Ricoprendo dopo la guerra alcune importanti cariche scientifiche istituzionali fu incaricato - come direttore del Politecnico - dallo Stato italiano di compiere ricerche al fine di determinare se fosse opportuno adottare i fari bianchi sulle vetture oppure quelli gialli alla francese.
A tale scopo, poiché Perucca era uomo dal carattere burbero ed impositivo, raccolse un gruppo di assistenti ed il figlio Antonio (1917-1992), ingegnere meccanico, costringendoli a trascorrere una notte insonne. Prese due proiettori da auto, uno bianco ed uno giallo, montati ciascuno su una vettura. Prese poi un gatto, presumibilmente quello della moglie Teresa, e portò il tutto, seguito da figlio e assistenti in una notte nebbiosa d'inverno, all'autodromo del Valentino a Torino. Proiettando la luce verso gli occhi del gatto nella nebbia si accorse che, allontanando il gatto dalla fonte luminosa, il riflesso della luce bianca negli occhi del gatto era visibile dalla sorgente ad una distanza maggiore che quello della luce gialla. Fu così che in Italia furono adottati i proiettori a luce bianca.

## Perucca e il fascismo
Come quasi tutti i docenti universitari italiani, pur essendo un convinto antifascista, anche Perucca dovette giurare fedeltà al fascismo in base al regio decreto del 28 agosto 1931. Il suo carattere burbero e scontroso, che veniva confuso con un atteggiamento benevolente al fascismo, testimonia invece la sua insofferenza verso studenti impreparati di qualunque credo o etnia fossero. Si ricorda l’episodio in cui ad uno studente avesse domandato il motivo per cui i lavabi dei laboratori fossero montati ad un metro di altezza. Imbarazzato lo studente provò ad addurre spiegazioni di carattere idraulico. Fu tuttavia bocciato all’esame perché la risposta che il Perucca considerava corretta era quella molto più semplice che “con il lavabo alto un metro ci si lavora bene”. Un’altra volta si ricorda un episodio in cui Perucca domandò ad uno studente cosa fosse il ciclo di Carnot. Alla sua titubanza nel fornire la risposta corretta il Perucca spiegò allora allo studente cosa fosse il “biciclo di Carnot” ovvero due ruote collegate da una canna e due forcelle, una catena, due freni e due pedali che gli sarebbero serviti per tornare a casa a studiare.
Si tenga conto che il figlio Antonio, ingegnere meccanico che ebbe una brillante laurea con 110/110 e una brillante carriera come direttore di stabilimento della RIV a Massa, fu bocciato solamente all'esame di suo padre, che, ritenendolo in quel momento impreparato, lo rimandò a casa senza esitazione. Sono note invece tra i suoi studenti superstiti le sue battute e le sue allusioni antifasciste ricorrenti durante le lezioni che teneva.
Durante una visita del duce al Politecnico il Perucca fu l’unico a non seguire il cerimoniale fascista imposto ai professori (giacca nera e cravatta nera) vestendo una cravatta azzurra di colore festoso e sgargiante su un vestito non nero ma grigio fumo di Londra.
La diceria poi che Perucca abbia rifiutato la tesi a Primo Levi in quanto fascista è assolutamente da confutare: Primo Levi studiava Chimica all'Università di Torino mentre Perucca insegnava al Politecnico, e non avrebbe mai potuto quindi accettare una tesi da uno studente esterno non iscritto al suo ateneo.

## Opere principali
- Lezioni di Ottica, dalle lezioni del Prof. Angelo Battelli, raccolte da Eligio Perucca, Tip. F. Gili, Torino, 1908.
- Lezioni di fisica sperimentale, SNAI Editrice, Torino, 1924.
- Lezioni di Matematica, Tipolit. A. Viretto, Torino, 1930.
- Fisica Generale e Sperimentale, 2 voll., UTET, Torino, 1932 (con successive ristampe ed edizioni, l'ultima delle quali – l'VIII –, in 3 tomi, del 1963).
- Dizionario tecnico-industriale enciclopedico (con Giuseppe Albenga), 2 voll., UTET, Torino, 1937 (con successive edizioni e ristampe).
- Guida pratica per esperienze didattiche di fisica sperimentale, Nicola Zanichelli Editore, Bologna, 1937.
- Dizionario di Ingegneria, 5 voll., diretto da Eligio Perucca, UTET, Torino, 1951-56 (II edizione, in 11 voll., degli anni 1968-79, a cura di Federico Filippi).
- Des origines de la Metrologie au Systeme International (SI), UTET, Torino, 1966.